# Cal Sorigué
Cal Sorigué és una obra d'Almenar (Segrià) inclosa a l'Inventari del Patrimoni Arquitectònic de Catalunya.

## Descripció
Edifici força gran situat en una de les cantonades de la plaça, cobert a dues vessants amb el carener paral·lel a la façana principal. L'interior ha estat totalment modificat i el celler tancat. Resten els murs de l'obra major de carreus regulars.
La porta, originàriament d'arc de mig punt amb dovelles, és allindada tot i que amb els angles escapçats. Els balcons, emplaçats al primer pis, foren oberts modernament i les golfes originàries van ser desfetes en gran part.

## Història
Hi figura la data 1605 inscrita.